# Pernach
Il pernach (in russo Перна́ч?; in ucraino Пірна́ч?; in polacco piernacz) fu il primo tipo di mazza ferrata con testa a flange ("mazza flangiata") sviluppato in Europa dagli armaioli russi di Kiev. Il nome deriva appunto dal vocabolo russo перо (italianizzazione pero), "penna".
Ampiamente utilizzato dai condottieri (voivoda) russi, ucraini, cosacchi e polacchi, il pernach fu l'archetipo da cui svilupparono la successiva mazza d'arme europea, la bulava (mazza-scettro dei comandante in capo polacco-lituano o cosacco) ed il suo equivalente occidentale, il bastone di comando.

## Storia
I Rus' di Kiev appresero l'uso della mazza ferrata, bardoukion o matzoukion, dai frequenti contatti con le truppe dell'Impero bizantino (v. Guerre russo-bizantine) e con le popolazioni nomadi della steppa. Rispetto ai catafratti bizantini e sasanidi, la cavalleria russa superò il vecchio modello della mazza lignea con testa in metallo "semplice" sviluppando la testa "a flange".

## Costruzione
Il pernach si compone di:
- testa metallica a flange, solitamente otto, a volte anche dodici, solo in alcuni modelli sei (vedi shestopyor);
- astile in legno nei primi modelli, in metallo negli esemplari più tardi, contaminati dal modello della mazza gotica occidentale.

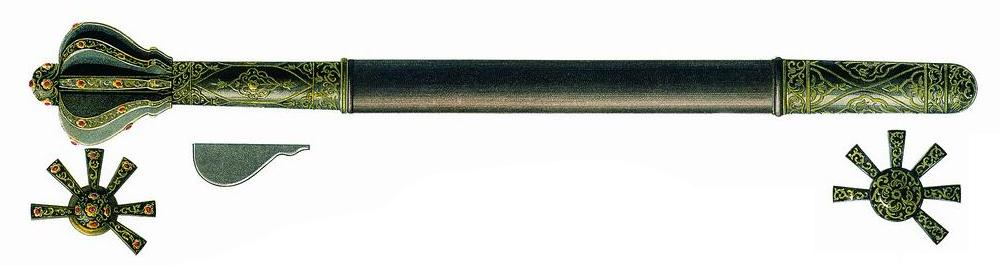
Pernach a sei flange (v. shestopyor) - ill. di Fëdor Solncev.
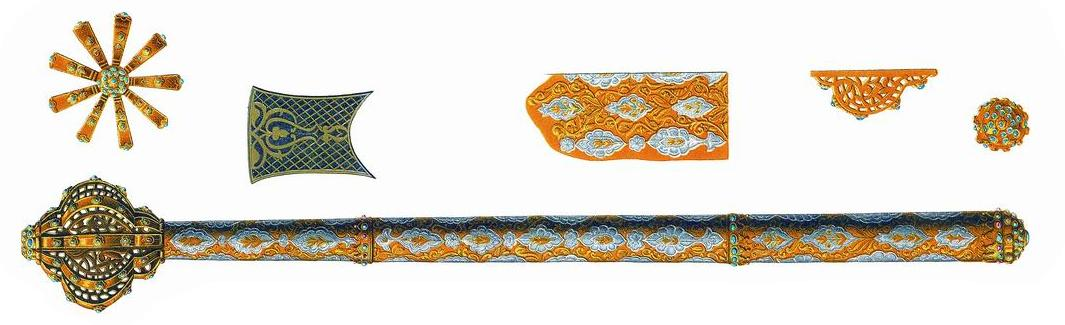
Pernach a otto flange in metallo, equivalente ad una mazza gotica occidentale - ill. di Fëdor Solncev.
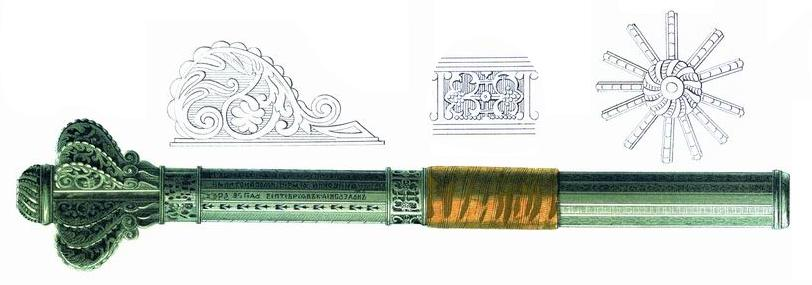
Pernach interamente in metallo, equivalente ad una mazza pesante occidentale - ill. di Fëdor Solncev.